# Thermistis sulphureonotata
Thermistis sulphureonotata är en skalbaggsart som beskrevs av Pu 1984. Thermistis sulphureonotata ingår i släktet Thermistis och familjen långhorningar. Inga underarter finns listade i Catalogue of Life.